# Vida Goldstein
Vida Jane Mary Goldstein (Portland, 13 de abril de 1869 – South Yarra, 15 de agosto de 1949) foi uma sufragista e reformadora social australiana. Ela foi uma das quatro candidatas nas eleições federais de 1903, as primeiras em que as mulheres puderam concorrer naquele país.

## Biografia
Goldstein nasceu em Portland, no estado australiano de Vitória. Sua família mudou-se para Melbourne em 1877, quando ela tinha oito anos de idade, onde estudou no Presbyterian Ladies' College. Goldstein seguiu os passos da sua mãe no movimento pelo sufrágio feminino e logo tornou-se uma das suas líderes, ficando conhecida pelas suas palestras e publicações pró-sufrágio. Apesar dos seus esforços, Vitória foi o último estado australiano a implementar o sufrágio feminino, direito concedido apenas em 1908.
Em 1903, Goldstein concorreu sem sucesso ao Senado como independente, obtendo 16,8% dos votos. Ela foi uma das primeiras quatro mulheres a se candidatar ao parlamento, ao lado de Selina Anderson, Nellie Martel e Mary Moore-Bentley.
Após o sufrágio feminino ter sido alcançado, Goldstein continuou proeminente como uma defensora dos direitos das mulheres e várias outras reformas sociais. Ela foi uma pacifista fervorosa durante a Primeira Guerra Mundial e ajudou a fundar o Exército Feminino da Paz, uma organização anti-guerra. Goldstein manteve uma posição discreta na vida adulta, dedicando a maior parte de seu tempo ao movimento da Ciência Cristã. Sua morte passou em grande parte despercebida, e foi somente no final do século XX que suas contribuições foram trazidas à atenção do público em geral.

### Início de vida
Goldstein era a mais velha de cinco filhos de Isabella e Jacob Goldstein. Seu pai era um imigrante irlandês nascido em Cork que chegou à Austrália em 1858. Em 3 de junho de 1868 ele casou-se com Isabella. Sua mãe era uma sufragista, abstêmia e reformadora social. Os pais de Goldstein eram cristãos devotos com forte consciência social.
Após morar em Portland e Warrnambool, a família Goldstein mudou-se para Melbourne em 1877. Lá, Jacob tornou-se envolvido em causas de caridade e bem-estar social. Embora fosse anti-sufragista, Jacob Goldstein acreditava firmemente na educação e na autossuficiência. Ele contratou uma governanta para educar suas quatro filhas e Vida foi mandada para estudar no Presbyterian Ladies' College em 1884, matriculando-se em 1886. Quando a renda da família foi afetada pela crise em Melbourne na década de 1890, Vida e suas irmãs, Aileen e Elsie, dirigiram uma escola preparatória coeducacional em St. Kilda. Inaugurada em 1892, a Escola Ingleton funcionaria fora da casa da família em Alma Road pelos próximos seis anos.

### Sufrágio feminino e envolvimento na política

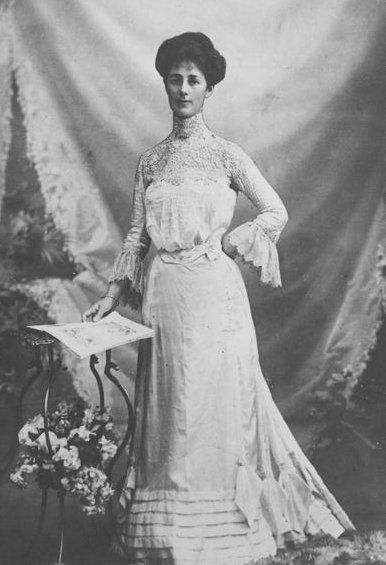
Goldstein aos 35 anos

Em 1891, aos 22 anos, Vida Goldstein foi recrutada por sua mãe, Isabella, para ajudar na coleta de assinaturas para uma petição que pedia o sufrágio feminino. Ela permaneceria na periferia do movimento feminino durante a década de 1890, mas seu principal interesse durante esse período era com seus estudos e causas sociais urbanas – particularmente a Liga Nacional Anti-Suor, que denunciava as péssimas condições dos trabalhadores, e a Sociedade de Criminologia. Este trabalho deu-lhe a experiência de primeira mão das desvantagens sociais e econômicas das mulheres, que ela acreditava serem um produto de sua desigualdade política.
Através desse trabalho, ela tornou-se amiga de Annette Bear-Crawford, com quem fez uma campanha conjunta por questões sociais. Após a morte de Bear-Crawford em 1899, Goldstein assumiu um papel muito maior de organização para o sufrágio e tornou-se secretária do Conselho Unido pelo Sufrágio Feminino. Ela tornou-se uma oradora pública sobre as questões femininas da época, palestrando em salões lotados por toda a Austrália e eventualmente na Europa e nos Estados Unidos. Em 1902 ela viajou aos Estados Unidos, discursando na Conferência Internacional do Sufrágio Feminino (onde foi eleita secretária), prestou um depoimento a favor do sufrágio feminino em um comitê do Congresso dos Estados Unidos e compareceu à Conferência do Conselho Internacional das Mulheres. Em 1903 ela concorreu como independente para o Senado da Austrália, tornando-se uma das primeiras mulheres no Império Britânico a se candidatar a um parlamento nacional; o direito ao voto em eleições federais havia sido concedido às mulheres em 1902.
Ela recebeu 51 497 votos mas falhou em conseguir um assento no Senado. A perda impulsionou Goldstein a concentrar-se em educação feminina e organização política, o que ela fez através da Associação Política Feminina (WPA) e seu periódico mensal, o Australian Women's Sphere, que ela descreveu como o “órgão de comunicação entre os, outrora poucos, mas agora muitos, ainda dispersos, partidários da causa”. Ela concorreu ao parlamento novamente em 1910, 1913 e 1914; sua quinta e última eleição foi em 1917 por um assento no Senado, defendendo o princípio da paz mundial, posição que a fez perder votos. Ela sempre fez campanha em plataformas fortemente independentes e esquerdistas, o que tornou difícil para ela atrair um grande apoio na votação. Sua secretária de campanha em 1913 foi Doris Blackburn, posteriormente eleita para a Câmara dos Representantes da Austrália.

## Outras atividades
Da década de 1890 à década de 1920, Goldstein apoiou ativamente os direitos das mulheres e emancipação em uma variedade de fóruns, incluindo o Conselho Nacional de Mulheres, a Associação de Servidores Públicos de Mulheres de Vitória e o Clube de Mulheres Escritoras. Ela pressionou ativamente o parlamento em questões como igualdade de direitos de propriedade, controle de natalidade, leis de naturalização igual, a criação de um sistema de tribunais infantis e aumento da idade de consentimento para o casamento. Seus textos em vários periódicos e documentos da época foram influentes na vida social da Austrália durante os primeiros vinte anos do século XX.
Em 1909, após encerrar o seu periódico Australian Women's Sphere em 1905 para dedicar-se mais à campanha pelo sufrágio feminino em Vitória, ela fundou seu segundo jornal – Woman Voter. A publicação tornou-se uma porta-voz de apoio para suas campanhas políticas posteriores. Entre as sufragistas australianas da época, Goldstein foi uma das poucas a conseguir reconhecimento internacional. No início de 1911 Goldstein visitou a Inglaterra a pedido da Women's Social and Political Union (WSPU). Seus discursos no país atraíram grandes multidões, e sua turnê foi apontada como "a maior coisa que já aconteceu no movimento feminino na Inglaterra por algum tempo". Ela também visitou a organizadora da WSPU, Alice Davies, e a ativista e escritora Beatrice Harraden.

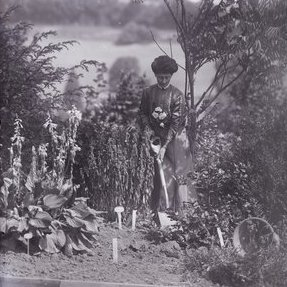
Vida Goldstein durante a sua estadia em Eagle House, 1911

A Eagle House, localizada próxima a Bath, havia se tornado um importante refúgio para as sufragistas britânicas que haviam sido libertadas da prisão. Os pais da ativista Mary Blathwayt eram os hóspedes e plantaram árvores no local entre abril de 1909 e julho de 1911 para comemorar as conquistas das sufragistas, que incluíam a mãe de Adela Pankhurst, Emmeline, e sua outra filha, Christabel. Outras sufragistas presentes eram Annie Kenney, Charlotte Despard, Millicent Fawcett e Constance Lytton. As árvores eram conhecidas como o "arboreatum de Annie", em homenagem a Kenney. Existia também a "Lagoa Pankhurst" no terreno.
Goldstein foi convidada para a Eagle House quando estava visitando a Inglaterra. Ela plantou um pé de azevinho e uma fotografia sua foi tirada pelo Coronel Linley Blathwayt.
Ela foi citada na época como tendo dito que a mulher representa "o mercúrio no termômetro da raça. Seu status mostra até que ponto surgiu da barbárie." A historiadora Patricia Grimshaw observou que Goldstein, assim como outras mulheres brancas da época, considerava a palavra "barbárie" para caracterizar a sociedade e cultura aborígene australiana; portanto, as mulheres indígenas na Austrália não eram consideradas elegíveis para a cidadania ou o voto.
Ao longo da Primeira Guerra Mundial Goldstein era uma pacifista ardente e tornou-se presidente da Aliança da Paz, além de fundar o Exército Feminino da Paz em 1915. Ela recrutou Adela Pankhurst, que havia chegado recentemente da Inglaterra, como organizadora. Em 1919 Goldstein aceitou um convite para representar as mulheres australianas na Conferência Feminina da Paz em Zurique. Nos três anos seguintes de ausência no exterior, seu envolvimento público com o feminismo australiano acabou gradativamente, com a dissolução da Associação Política Feminina e o fim da impressão das suas publicações. Ela continuou a fazer campanha por diversas causas públicas e continuou a acreditar fervorosamente nas contribuições únicas e não aproveitadas das mulheres na sociedade. Seus escritos nas décadas posteriores tornaram-se decididamente mais simpáticos à política socialista e trabalhista.

## Morte
Nas últimas décadas da sua vida, o foco de Goldstein se voltou mais intensamente para sua fé e a espiritualidade como uma solução para os problemas do mundo. Ela se envolveu cada vez mais com o movimento da Ciência Cristã – cuja igreja em Melbourne ela ajudou a fundar. Apesar de muitos pretendentes, ela nunca se casou e viveu seus últimos anos com suas duas irmãs, Aileen (que também nunca foi casada) e Elsie (viúva de Henry Hyde Champion). Vida Goldstein morreu de câncer em sua casa em South Yarra, no dia 15 de agosto de 1949 aos 80 anos. Ela foi cremada.

### Legado
Embora sua morte tenha passado em grande parte despercebida na época, Goldstein foi reconhecida mais tarde como sufragista pioneira e uma importante figura na história social da Austrália, bem como uma fonte de inspiração para futuras gerações de mulheres. A segunda onda do feminismo levou a um renascimento do interesse por Goldstein e à publicação de novas biografias e artigos sobre ela. Em 1978 uma rua no subúrbio de Chisholm, em Camberra, foi nomeada Goldstein Crescent em homenagem pelo seu trabalho como reformadora social.
Em 1984 um distrito eleitoral em Melbourne foi nomeado em sua homenagem.

## Cultura popular
Vida Goldstein é uma dos seis australianos cujas experiências de guerra são apresentadas em The War That Changed Us, documentário televisivo de quatro partes sobre o envolvimento da Austrália na Primeira Guerra Mundial.